# Carmel de Nevers
Pour les articles homonymes, voir Carmel.
Le carmel de Nevers est un couvent de carmélites déchaussées situé à Nevers, en France.

## Localisation
Adresse : 35 rue des Montapins - (5 minutes à pied de la gare SNCF)

## Activité
Les activités du Carmel tournent autour de la confection de lingerie pour l'aide aux cloîtres et la vente à l'accueil : sorties de bain et serviettes, tabliers, doudous pour bébés, bavoirs avec ou sans poche, images sur commande, reliures, enfant Jésus en cire et écriture d'icônes sur commande.